# Watermuur Rembrandtpark

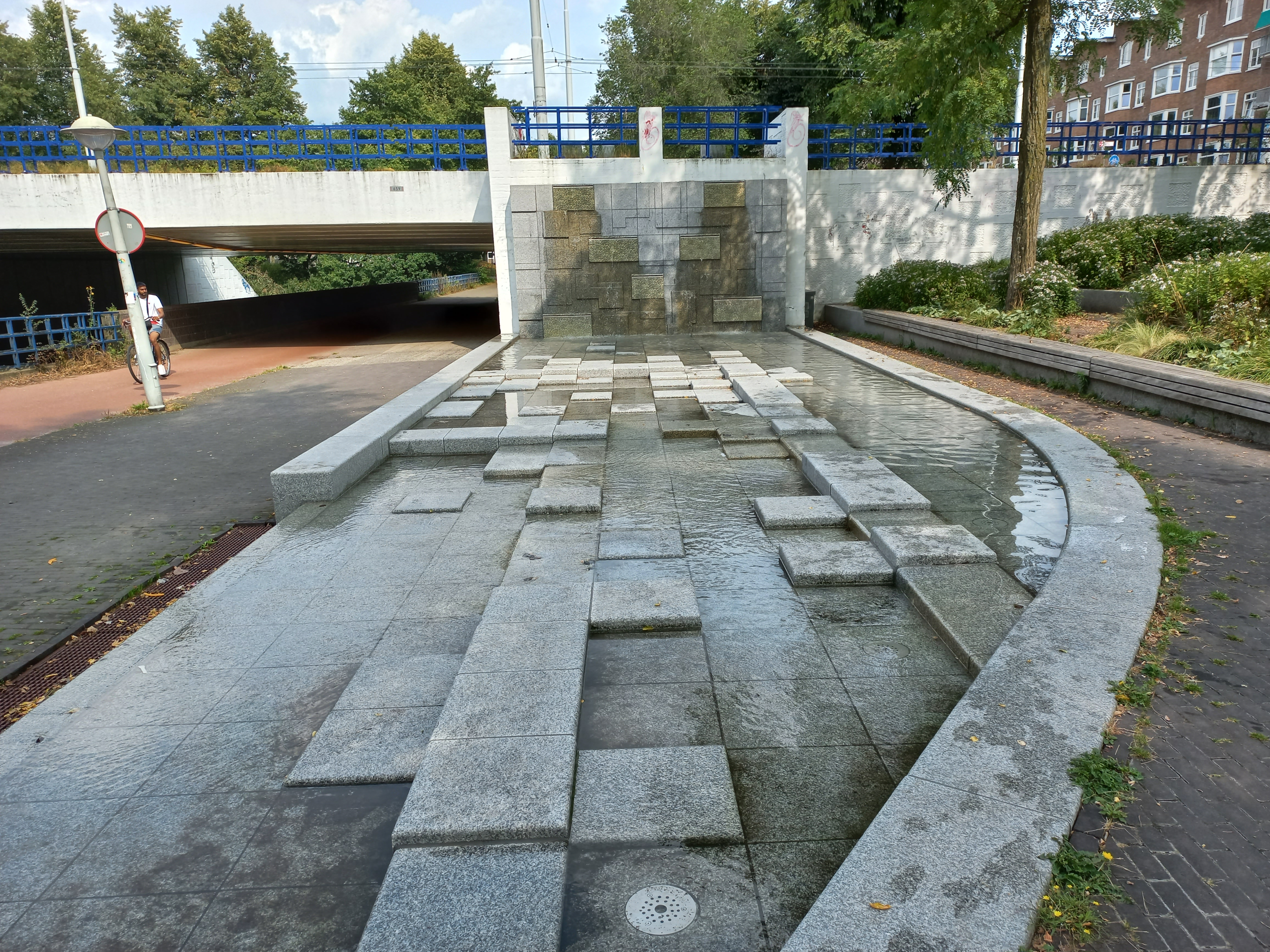
Watermuur Rembrandtpark (augustus 2024)

De Watermuur Rembrandtpark is een combinatie van een fontein en kunst in de openbare ruimte, Amsterdam-West.
Het plaatsen van de watermuur was onderdeel van een langdurige renovatie (2017-2031) van het Rembrandtpark, dat om de zoveel jaar aangepakt moet worden vanwege verzakkingen. De kleine waterval ontstaat binnen brug 659 in de Jan Evertsenstraat van waaruit het water op een plateau stroomt en vervolgens wegzakt naar een bassin om terug te stromen richting de muur. Plannen waren er in 2017, de uitvoering moest wachten tot 2020.
Het ontwerp kwam van Lobke Alkemade en Quirijn Verhoog; uitwerking van Rots Maatwerk; zowel Alkemade als Rots maatwerk waren eerder actief in Amsterdam.